# Neobisium blothroides
Neobisium blothroides är en spindeldjursart som först beskrevs av Tömösváry 1882.  Neobisium blothroides ingår i släktet Neobisium och familjen helplåtklokrypare. Inga underarter finns listade i Catalogue of Life.